# (5781) Barkhatova
(5781) Barkhatova es un asteroide perteneciente al cinturón de asteroides descubierto el 24 de septiembre de 1990 por Galina Kastel y la también astrónoma Liudmila Zhuravliova desde el Observatorio Astrofísico de Crimea (República de Crimea).

## Designación y nombre
Designado provisionalmente como 1990 SM28. Fue nombrado Barkhatova en homenaje a Claudia Alexandrovna Barkhatova, fundadora del Observatorio Kourovka, Ural State University, Ekaterinburg. Bajo su dirección, Kourovka se convirtió en uno de los mejores observatorios universitarios de Rusia. Barkhatova hizo valiosas contribuciones a la astronomía estelar y a nuestra comprensión de la estructura galáctica. En particular, investigó la dependencia de los diámetros angulares de los cúmulos abiertos en la extinción interestelar, y esto condujo a una revisión de la escala de distancia. También estableció que las excentricidades orbitales de los grupos dependen de su edad. Sus discípulos trabajan en prácticamente todas las instituciones astronómicas de Rusia.

## Características orbitales
Barkhatova está situado a una distancia media del Sol de 2,136 ua, pudiendo alejarse hasta 2,219 ua y acercarse hasta 2,053 ua. Su excentricidad es 0,038 y la inclinación orbital 2,711 grados. Emplea 1140,66 días en completar una órbita alrededor del Sol.

## Características físicas
La magnitud absoluta de Barkhatova es 13,6. Tiene 5,653 km de diámetro y su albedo se estima en 0,242. 